# Porites divaricata
Porites divaricata là một loài san hô trong họ Poritidae. Loài này được Lesueur mô tả khoa học năm 1821.